# Zorghulpmiddelen
Zorghulpmiddelen is een verzamelnaam voor hulpmiddelen die de verzorging en verpleging van mensen met een handicap of ziekte vergemakkelijken.
Bij zorghulpmiddelen valt te denken aan tilliften, voedingssonde, en hooglaag bedden.
rolstoelen, scootmobielen en rollator's worden ook weleens zorghulpmiddelen genoemd maar dit zijn mobiliteitshulpmiddelen die mensen met een handicap ondersteunen bij het voortbewegen.